# Olios pictitarsis
Olios pictitarsis är en spindelart som först beskrevs av Simon 1880.  Olios pictitarsis ingår i släktet Olios och familjen jättekrabbspindlar. Inga underarter finns listade i Catalogue of Life.